# Olimpiai Stadion (Róma)
A Római Olimpiai Stadion (olaszul: Stadio Olimpico di Roma) az egyik legnagyobb múltú olaszországi sportlétesítmény. Az 1932-ben átadott stadion napjainkban Róma város két rivális csapatának, a Laziónak és az AS Romának a közös otthona. A Római Olimpiai Stadion a világ egyik legmodernebb labdarúgó pályája, színvonalát az UEFA 1999-ben öt csillaggal ismerte el. 2009. május 27-én itt rendezték  a Bajnokok Ligája döntőjét.

## Története
A Mussolini által kezdeményezett olasz modernizációs program keretében kezdték építeni 1928-ban. Tervezője Enrico Del Debbio, olasz építész volt. A stadion a Foro Italico nevű hatalmas sportpark egyik központi létesítményeként nyílt meg 1932-ben. Már 1937-ben jelentősen bővítették, hogy a stadiont alkalmassá tegyék az 1940-es nyári olimpiai játékok atlétikai versenyszámainak lebonyolítására. Befogadóképessége ekkor 72 698 fő volt. Az 1950-es években Róma újból benyújtotta olimpiai pályázatát, amely ezúttal elnyerte a rendezés jogát. 1953-ban Stadio dei Centomila névre keresztelték és az 1960-as olimpiai játékok kezdetéig nagyszabású felújításon esett át. 1960-ban e stadionban rendezték az olimpia megnyitó ünnepségét és egyes lovas versenyszámokat. Neve azóta hivatalosan is Olimpiai Stadion. A 20. század második felében a stadion rendszeresen volt vendéglátója az európai labdarúgás legjelentősebb eseményeinek. 1987-ben atlétikai világbajnokságot, 1990-ben pedig a labdarúgó világbajnokság mérkőzéseit rendezték a stadionban.

## Jelentős mérkőzések
| Dátum            | Esemény   | Forduló        | Csapat 1          |     | Csapat 2         | Eredmény                       |
| ---------------- | --------- | -------------- | ----------------- | --- | ---------------- | ------------------------------ |
| 1977. május 25.  | BEK '77   | döntő          | Liverpool FC      | Vs. | Mönchengladbach  | 3 – 1                          |
| 1984. május 30.  | BEK '84   | döntő          | Liverpool FC      | Vs. | A.S. Roma        | 1 – 1 (h.: 1 – 1 bünt.: 4 – 2) |
| 1990. június 9.  | VB 1990   | csoportkör     | Olaszország       | Vs. | Ausztria         | 1 – 0                          |
| 1990. június 14. | VB 1990   | csoportkör     | Olaszország       | Vs. | Egyesült Államok | 1 – 0                          |
| 1990. június 19. | VB 1990   | csoportkör     | Olaszország       | Vs. | Csehszlovákia    | 2 – 0                          |
| 1990. június 25. | VB 1990   | nyolcaddöntő   | Olaszország       | Vs. | Uruguay          | 2 – 0                          |
| 1990. június 30. | VB 1990   | negyeddöntő    | Olaszország       | Vs. | Írország         | 1 – 0                          |
| 1990. július 8.  | VB 1990   | döntő          | Argentína         | Vs. | Németország      | 0 – 1                          |
| 1996. május 22.  | BL 1996   | döntő          | Juventus FC       | Vs. | AFC Ajax         | 1 – 1 (h.: 1 – 1 bünt.: 4 – 2) |
| 1991. május 22.  | UEFA-kupa | döntő 2. mérk. | A.S. Roma         | Vs. | Internazionale   | 1 – 0                          |
| 2009. május 27.  | BL 2009   | döntő          | Manchester United | Vs. | FC Barcelona     | 0 - 2                          |